# Буклы
Буклы (тат. Буклы) — река в России. Левый приток Ургуды. Протекает на северо-востоке республики Татарстан, по территории Князевского и Семекеевского сельских поселений Тукаевского района, а также Верхнетакерменского и Кузембетьевского сельских поселений Мензелинского района.
Длина реки — 10 км (12,9 км), площадь водосборного бассейна — 78,4 км² (60,2 км²).

## Название
Точное происхождение гидронима неизвестно. Название можно связать со словом буклы — «навозный», но более истинным считается происхождение от удм. пукыль — «лужа, низкое (топкое) место».

## Гидрография
Исток Буклы находится в центральной части Князевского сельского поселения на окраине лесного массива, располагающегося западнее села Князево. От истока до стыка границ Семекеевского и Князевского сельских поселений Тукаевский района с Верхнетакерменским сельским поселением Мензелинского района основным направлением течения является северо-восток. Далее Буклы течёт по границе Семекеевского и Верхнетакерменского сельских поселений преимущественно на восток и юго-восток. После впадения ручья Кугашевский преобладающим направлением течения вновь становится восток, последние 1,5 км до устья русло реки проходит по границе Семекеевского и Кузембетьевского сельских поселений. Буклы впадает в Ургуду с левой стороны на 12 км от устья, у юго-западной окраины села Кузембетьево на высоте 81,5 м над уровнем моря.
Буклы принимает три притока, из них два именованных: ручьи Кугашевский (впадает справа) и Шиде (впадает слева).

## Водосбор
Густота речной сети водосборного бассейна — 0,66 км/км², лесистость — 21 %. Питание преимущественно снеговое. Модуль подземного питания 0,26—0,5 л/с км². Средний многолетний слой годового стока в бассейне 105 мм, слой стока половодья 90 мм. Гидрологический режим характеризуется высоким половодьем и низкой меженью. Наибольший сток приходится на весеннее половодье, которое обычно начинается в первых числах апреля. Замерзает в начале ноября. Средний многолетний меженный расход воды в устье 0,04 м³/с.

## Свойства воды
Общая минерализация весной — 400—500 мг/л, зимой и летом — <700 мг/л. Весной вода жёсткая (6—9 мг-экв/л), зимой и летом — очень жёсткая (>12 мг-экв/л).

## Охрана и значение
Ширина водоохранной зоны реки составляет 100 м, прибрежной защитной полосы — 50 м. Ширина береговой полосы, предназначенной для общего пользования — 20 м. Зелёные насаждения вдоль берегов Буклы испытывают большую рекреационную нагрузку в теплое время года, что отрицательно сказывается на их общем состоянии.
В водосборном бассейне Буклы устроено несколько запруд, водные ресурсы используются для орошения.

## Данные водного реестра
По данным государственного водного реестра России относится к Камскому бассейновому округу, водохозяйственный участок реки — Ик от истока и до устья, речной подбассейн реки — бассейны притоков Камы до впадения Белой. Речной бассейн реки — Кама.
Код объекта в государственном водном реестре — 10010101312111100028947.